# Wolmar Nyberg
Wolmar Nyberg, född 13 februari 1919 i Borgå, död 4 augusti 1973 i Sibbo, var en finländsk läkare. 
Nyberg blev medicine och kirurgie doktor 1952 samt docent i invärtes medicin vid Helsingfors universitet 1965. Han var laboratorieöverläkare vid Vasa centralsjukhus 1962 och vid Barnmorskeinstitutet i Helsingfors 1963–1973 samt medicinsk chef vid Oy Medica Ab 1963–1965. Hans forskning var parasitologisk, speciellt beträffande bandmaskens vitamin B12-omsättning, på vilket område han gjorde avgörande rön inom Bertel von Bonsdorffs forskargrupp och på Minervainstitutet.